# Maracaiba meridensis
Maracaiba meridensis là một loài thằn lằn trong họ Scincidae. Loài này được Miralles, Rivas & Schargel mô tả khoa học đầu tiên năm 2005.